# Kerstbal

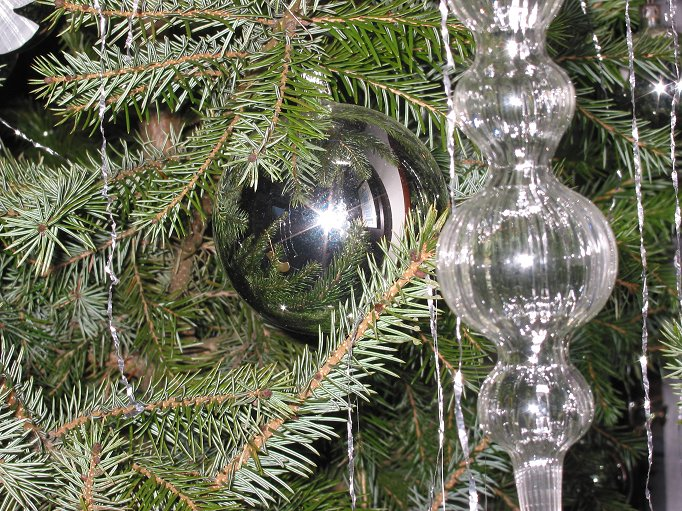
Kerstbal in Nordmann-spar

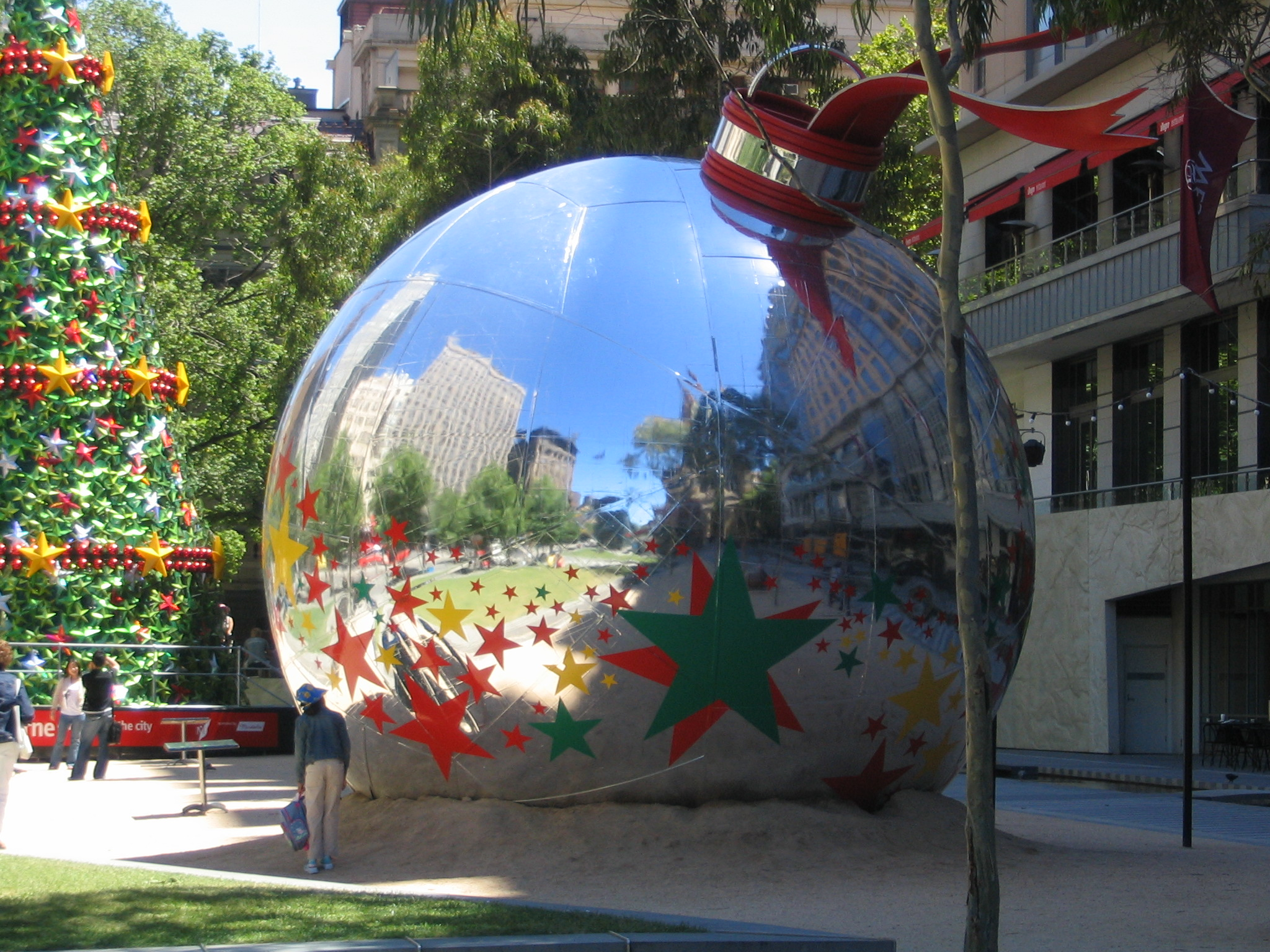
Reuzenkerstbal

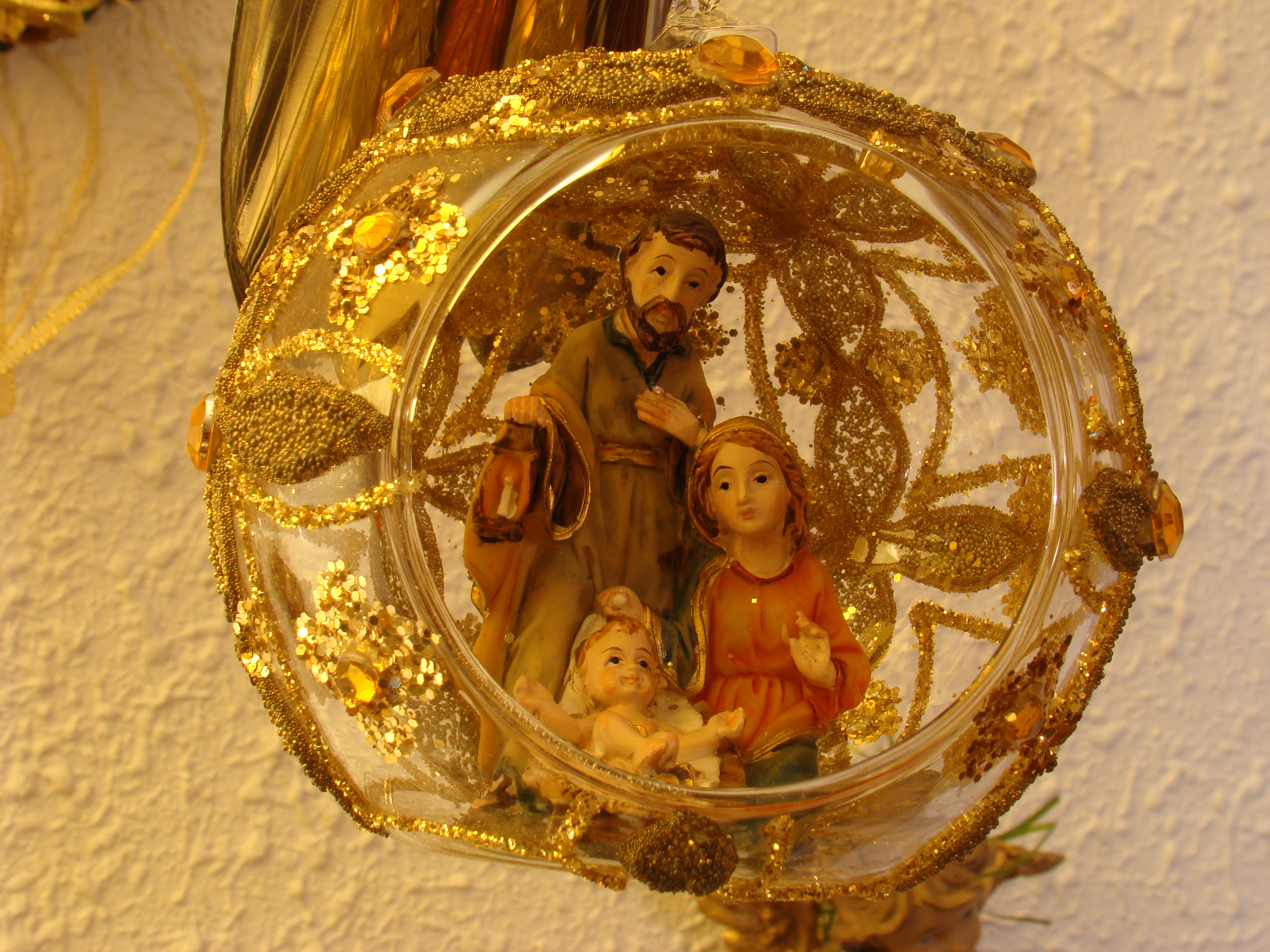
Kristallen bol met daarin Maria, Jozef en Jezus

Een kerstbal is een ornament dat in de kerstboom wordt gehangen. 
In een kerstboom hangen vaak tientallen kerstballen. Kerstballen zijn oorspronkelijk van geblazen glas, maar tegenwoordig worden ze, vanwege de onbreekbaarheid, ook vaak van kunststof gemaakt. In het bijzonder heeft de rage om kerstverlichting en -versiering in bomen in de tuin te plaatsen hiermee te maken.
De oorspronkelijke kerstbal is van glas en aan de binnenzijde voorzien van een laagje metaal (vaak zilver). Meestal is een kerstbal dan ook spiegelend. De oorsprong van de kerstbal lijkt de heksenbal te zijn, die vroeger in huis aan de lamp hing of in de tuin in de borders lag. Doordat men geloofde dat heksen geen spiegelbeeld hadden, kon men via de spiegelende bal makkelijk een heks herkennen als die zich in huis bevond. De zilveren ballen in de tuin hadden voornamelijk een decoratief doel.
De oorsprong van de bal als versiering in de kerstboom heeft te maken met de opkomst van de glasblazerij in Oost-Europa. De eerste glazen kerstbal werd in 1831 geblazen door glasblazer Linder uit de Vogezen. Men ging steeds vaker glazen ballen gebruiken in plaats van vergulde noten, rode appeltjes en koek. Voordat de kerstbal in de negentiende eeuw bij rijke mensen in de kerstboom kwam, werd de kerstboom versierd met papieren slingers en geknipte papieren figuren. De piek was onbekend. Meestal werd de boom bekroond met een ster.
Het zetten van een kerstboom was vóór de negentiende eeuw in Nederland een zeldzaamheid. Het gebruik is eigenlijk Duits en waarschijnlijk via middenstanders, Duitse banketbakkers in Amsterdam bijvoorbeeld, in Nederland bekend geraakt.
Ook worden kerstballen toegepast als decoratief element in kerststukken, guirlandes of als losse decoratie.